# Колін Морган
Колін Морган, англ. Colin Morgan (* 1 січня 1986, Арма) — північно-ірландський актор, найбільш відомий за роллю Мерліна в однойменному телесеріалі каналу BBC. Після здобуття у 2004 році диплома у Белфастському університеті, у 2007 році він вступив до престижної Королівської Шотландської Академії Музики й Драми.

## Кар'єра
Перш ніж знятися у серіалі BBC Пригоди Мерліна у 2008 році, у 2007 році він брав участь у «Шоу Кетрін Тейт», а також знявся в епізодичній ролі Джетро Кейна в десятій серії четвертого сезону популярного британського серіалу Доктор Хто — Північ
Його дебют на радіо відбувся у «Плачливих дітях» Кіма Н'юмана на BBC Radio 4 (Березень 2009).
Кінодебют відбудеться у 2010 році, у фільмі «Острів» за мотивами однойменного роману Джейн Роджерс.

## Ролі

### Кіно та телебачення
| Рік       | Назва           | Роль                         | Формат          | Позначка                       |
| --------- | --------------- | ---------------------------- | --------------- | ------------------------------ |
| 2007      | Шоу Кетрін Тейт | Джон Лірі                    | Серіал          | Серія: Різдвяний спецвипуск    |
| 2007      | Студія          | Кріс Престон                 | Короткометражка | Епізодична роль                |
| 2008      | Доктор Хто      | Джетро Кейн                  | Серіал          | Серія: «Північ»                |
| З 2008-го | Пригоди Мерліна | Мерлін                       | Серіал          | Головна роль                   |
| 2010      | Припарковані    | Кетал О'Риган                | Фільм           | Головна роль                   |
| 2010      | Острів          | Калум МакЛеод                | Фільм           | Головна роль                   |
| 2013      | Квірк           | Джиммі Мінор                 | Міні-серіал     | Епізод: «Елегія для Ейпріл»    |
| 2014      | Занепад         | Том Андерсон                 | Серіал          | З 4 серії 2 сезону             |
| 2015      | Люди            | Лео Ельстер                  | Серіал          | Головна роль                   |
| 2018      | Щасливий принц  | Альфред «Бозі» Дуглас        | Фільм           |                                |
| 2019      | Корона          | Джон Армстронг               | Серіал          | Сезон 3, епізод 4: «Баббікіни» |
| 2021      | Белфаст         | Біллі Клентон                | Фільм           |                                |
| 2022      | Корсет          | Вільям Джордж «Бей» Міддлтон | Фільм           |                                |
| 2023      | До кінця світу  | Льюїс Картрайт               | Фільм           |                                |

### Театр
| Рік  | Назва                    | Роль    | Театр                     |
| ---- | ------------------------ | ------- | ------------------------- |
| 2007 | Вернон, Господь молодший | Вернон  | Young Vic Theatre, Лондон |
| 2007 | Все про мою матір        | Естебан | Old Vic, Лондон           |
| 2008 | Молитва за мою доньку    | Джиммі  | Young Vic Theatre, Лондон |
| 2011 | Наше приватне життя      | Карлос  | Роял-Корт, Лондон         |
| 2012 | Крокувати в такт         | Гаррі   | Олд Вік, Лондон           |
| 2013 | Буря                     | Аріель  | Глобус, Лондон            |

### Радіо
| Рік  | Назва         | Роль   |
| ---- | ------------- | ------ |
| 2009 | Плачливі діти | Роджер |

## Номінації та нагороди
| Рік  | Премія                     | Номінація                         | Робота | Результат |
| ---- | -------------------------- | --------------------------------- | ------ | --------- |
| 2008 | Variety Club Showbiz Award | Видатний дебют                    | Мерлін | Перемога  |
| 2009 | Golden Nymph               | Видатний актор                    | Мерлін | Номінація |
| 2010 | Golden Nymph               | Видатний актор                    | Мерлін | Номінація |
| 2011 | TV Quick Award             | Найкращий актор                   | Мерлін | Номінація |
| 2011 | Golden Nymph               | Видатний актор                    | Мерлін | Номінація |
| 2012 | TV Quick Award             | Найкращий актор                   | Мерлін | Номінація |
| 2013 | National Television Awards | Найкраща чоловіча драматична роль | Мерлін | Перемога  |